# 南江治郎

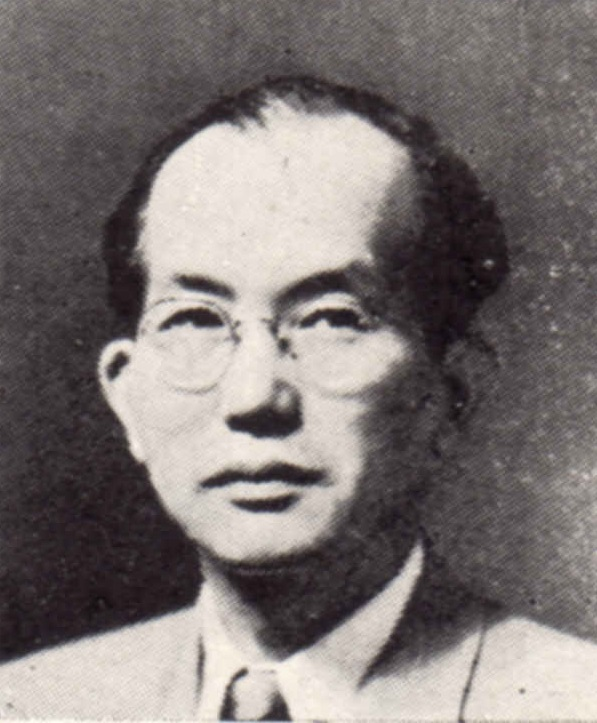
南江治郎

南江治郎（なんえ じろう、1902年4月3日 - 1982年5月26日、別名筆名、南江 二郎）は京都府亀岡市出身の、大正・昭和期の日本の詩人、人形劇研究家。1934年（昭和9年）NHKに入局、企画部長、編成局長、専務理事を歴任し、1953年（昭和28年）顧問となる。
元財団法人都民劇場理事。元CBC嘱託。元南海電鉄顧問。
文部省芸術祭実行委員、文部省「芸術選奨」選衡委員、日本詩人クラブ常任理事、日本文芸家協会員。ITI国際演劇協会日本センター理事。

## 略歴
早稲田大学で坪内逍遙、小山内薫らに学び、中退。1921年（大正10年）に処女詩集「異端者の恋」を出版、1922年（大正13年）に詩誌「新詩潮」を主宰。
以来、昭和8年まで南江二郎の筆名で、詩作を行う。一方、この間日本で初めての現代人形劇雑誌「マリオネット」(5〜6年)、「人形芝居」(7〜8年)を編集、発行した。郷土である亀岡市立亀岡中学校（作曲 橋本國彦）、京都府立亀岡高校（作曲 山田耕筰）の校歌の作詞を手がけている。
1931年（昭和6年）人形芝居展(大阪毎日新聞社後援)。治郎はジャワの人形コレクションを出品。同年、南江二郎、小松栄、平井房人、村井武生の四人で宝塚人形劇場を興し、小劇場で白井鉄造の「ジャックと豆の木」を上演。宝塚歌劇生徒と音楽団の助演を得て大好評を得る。
1934年（昭和9年）にNHKに入局。企画部長、編成局長、専務理事を歴任し、昭和28年に顧問となる。
著書に論文集『人形劇の研究』（1928）『世界偶人劇史』（1933）があり、国粋化傾向の強い時代に、客観的な判断材料を冷静に提供し続けた。
戦後ユネスコ委員として欧米に留学。代表作『世界の人形劇』（1968）その他を出版。

## 著作
- 詩集「異端者の恋」（1921年、民衆芸術社、南江二郎名義）
- 詩集「南枝の花」（1927年、新潮社、岸田劉生装丁）
- 訳書「イェーツ舞踊詩劇集」（1928年、東京詩学協会）
- 評論「放送文藝の研究」（1948年、靑朗社）
- 詩集「壺」（1958年、東北書院）
- 評論「世界の人形劇」（1968年、三彩社）
- 詩集「観自在」（1973年、三彩社）
- 評論「レミード・グウルモンの研究」